# 라켈 마르티네스 라바날
라켈 마르티네스 라바날(스페인어: Raquel Martínez Rabanal, 1979년 ~ ) 은 스페인 팔렌시아 출신의 언론인이자 텔레비전 및 라디오의 여성 진행자이다. 마르티네스는 2004년 «라 메모리아 델 비노» (La memoria del vino)의 진행자를 맡으면서 RNE의 바야돌리드 지국에서 일하기 시작했다. 2006년 마르티네스는 카날 24 오라스의 뉴스 진행자를 맡기 시작했다.

## 어린 시절
마르티네스는 1979년 스페인 카스티야이레온 지방의 팔렌시아에서 태어났다. 그녀는 시청작 커뮤니케이션의 석사 자격으로 세비야 대학교를 졸업했고, 이후 라디오 나시오날 데 에스파냐에서 과정을 마쳤다.

## 직업 활동
마르티네스는 2004년 RNE 바야돌리드 지국의 «라 메모리아 델 비노» (La memoria del vino)에서 오스카르 사크리스탄과 함께 진행을 맡았고, 같은 해 '프로빈시아 데 바야돌리드'에서 언론상을 같이 수상했다. 2006년부터 카날 24 오라스에서 뉴스 진행자를 맡게 되었으며, 같은 해인 2006년 8월에는 «라 2 노티시아스» (La 2 Noticias)의 진행자를 맡았다. 2007년 여름 동안에는 버라이어티 쇼인 «젠테» (Gente)의 진행을 맡았으며, 2008년에는 똑같이 TVE에서 방영된 게임 쇼 «무에베 투 멘테» (Mueve tu mente)에서 크리스티안 세라노와 공동 사회자를 맡았다. 2012년 9월부터 마르티네스 라바날은 카날 24 오라스에서 텔레디아리오 2의 주말 뉴스로 옮기면서 오리올 놀리스와 공동 진행을 맡게 되었다.